# Elisabethstraße (Graz)
Die Elisabethstraße ist eine Straße in der österreichischen Stadt Graz und verläuft vom Stadtpark Richtung Osten.

## Geschichte

Elisabethstraße 1924

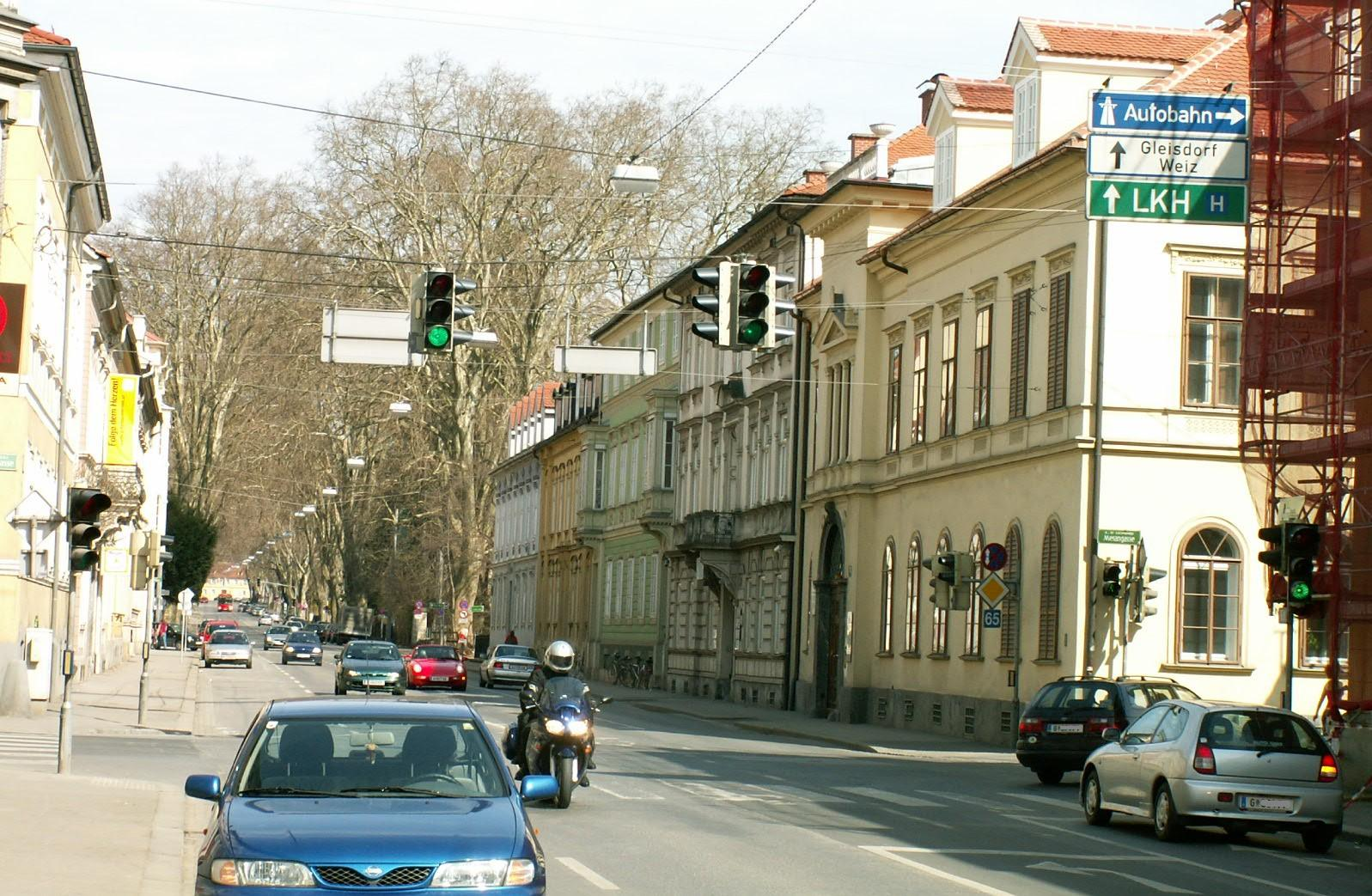
Elisabethstraße 2006

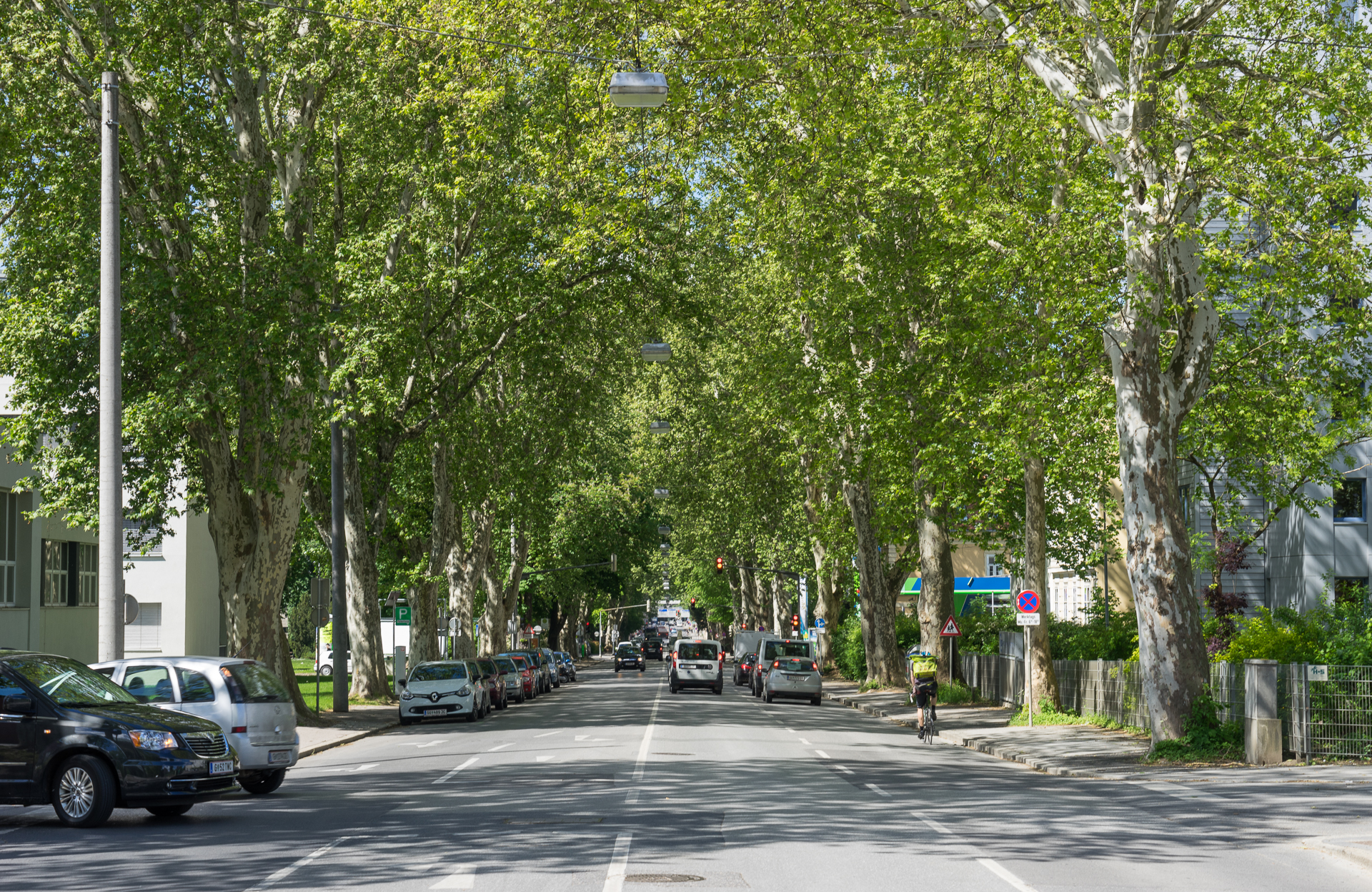
Platanenallee als Teil der Elisabethstraße

Die Straße trug zunächst den Namen Pittonigasse nach Joseph Claudius Pittoni (1797–1878), Ritter von Dannenfeldt. Dieser hatte im Bereich der heutigen Elisabethstraße große Besitzungen, die sogenannten Breunerhofgründe.
1856 wurde die Straße umbenannt nach Elisabeth (1837 München – 1898 Genf; ermordet), der populären Kaiserin von Österreich, auch bekannt unter dem Namen Sisi. Am stadtparkseitigen Straßenbeginn erfolgte anlässlich des Besuchs der Kaiserin 1856 die Aufstellung eines heute nicht mehr vorhandenen, neogotischen hölzernen Tabernakels mit ihrer Büste. Die Elisabethstraße stellt durch ihr intakt erhaltenes, überwiegend reich gegliedertes historisches Fassadenbild eine der repräsentativsten Gründerzeitstraßen mit ehemaligen bedeutenden Adelswohnsitzen von Graz dar.
Die Straße wurde vor Einführung des metrischen Systems angelegt und ist knapp eine klassische Meile (1478 Meter) lang. Im zusammenhanglos verbauten Teil der Straße befindet sich eine Allee mit Platanen, welche aus der Zeit stammen, in der die Straße als Elisabethstraße angelegt wurde.
In der Elisabethstraße befinden sich eine Reihe repräsentativer und prunkvoller Bauten ehemaliger Adelsfamilien sowie betuchter Bürger. Unter anderem sind hier zu erwähnen das Palais Kees, Palais Auersperg, Palais Kottulinsky, Palais Mayr-Melnhof, Palais Prokesch-Osten, Palais Kübeck, die Villa Lazarini und die Villa Kollmann.
Heute hat die Elisabethstraße ihren herrschaftlichen Charakter weitestgehend verloren. Hier mündet die Gleisdorfer Straße B65 ins Grazer Stadtgebiet, wodurch es zu einer sehr hohen Verkehrsbelastung mit regelmäßigen Staus kommt.